# Бронна гора

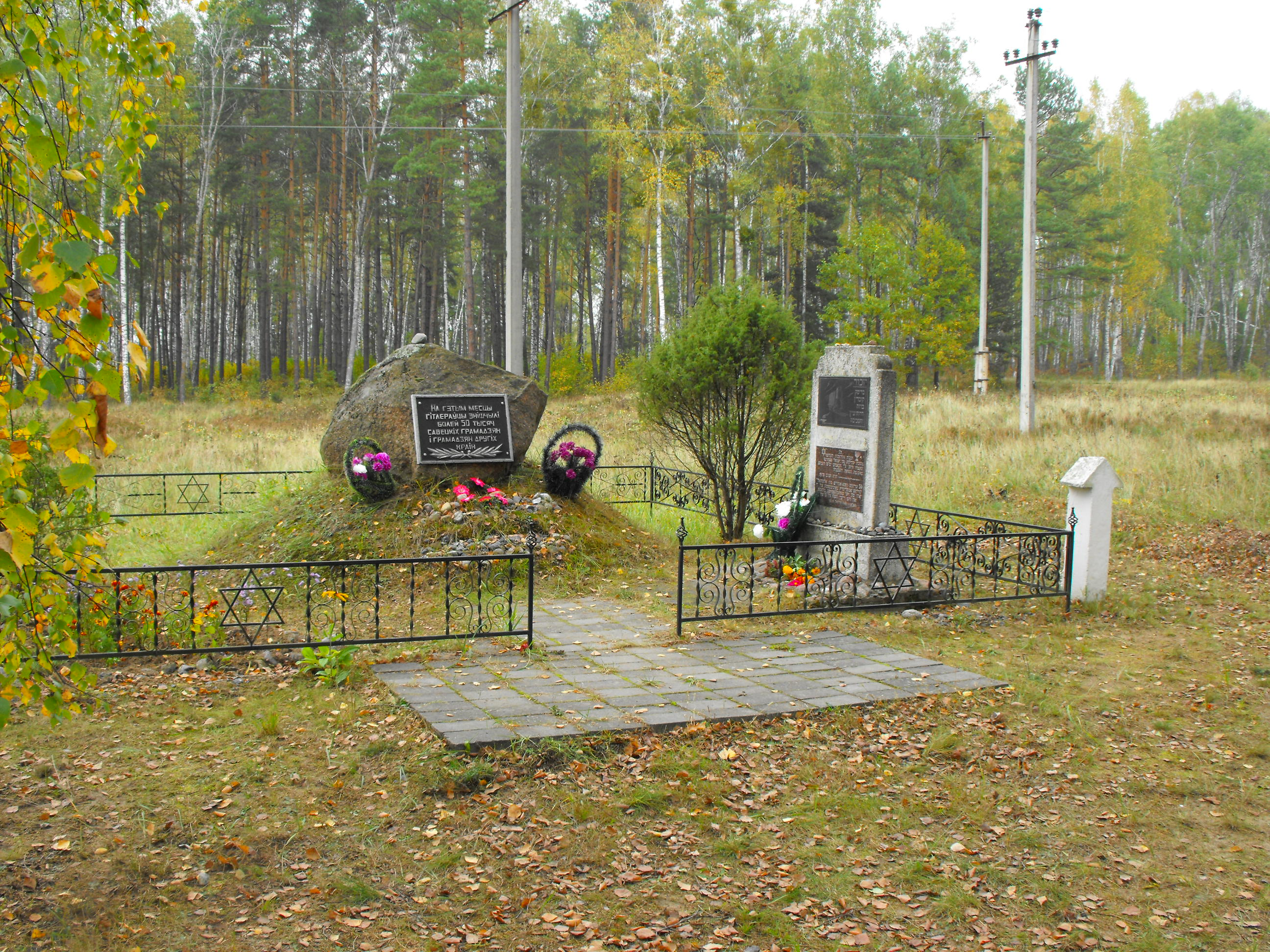
Бронна Гора. Пам'ятник на місці розстрільних ровів і поховань жертв.

52°36′07″ пн. ш. 25°04′46″ сх. д. / 52.601822222222° пн. ш. 25.079494444444° сх. д.
Бронна гора — місце масового знищення німецькою окупаційною владою мирного населення, у переважній більшості євреїв, у 1942 — 1943 роках під час Другої світової війни поблизу залізничної станції Бронна Гора в Березівському районі Берестейської області.

## Історія

### Травень-червень 1942 року
У травні-вересні 1942 року в урочищі було викопано ями завдовжки від 25 до 50 метрів, завширшки 10-12 метрів і завглибшки 4 метри. Ями були обнесені колючим дротом і навколишня територія ретельно охоронялася членами СС і СД, що пропускали лише пригнаних із ближніх сіл жителів для копки ям.
Перші п'ять ешелонів із приреченими людьми прибули в червні 1942 року.
Перший ешелон прибув зі станції Береза-Картузька, він складався з кількох вагонів з охороною та боєприпасами та 16 переповнених вагонів із євреями — не менше 200 осіб у кожному. Усі вони були в'язнями гетто «Б» у Березі .
Другий ешелон складався з 46 вагонів і прибув зі станцій Дорогочин, Янове та Городець. У вагонах абсолютну більшість становили євреї. Як і в першому ешелоні, вагони були надзвичайно переповнені — щонайменше 200 чоловік у кожному.
Третій ешелон із 40 вагонами, переповненими євреями, прибув із Берестя.
Четвертий ешелон із 18 вагонів прийшов зі станцій Пінськ та Кобринь. У всіх вагонах були євреї.
П'ятий поїзд прибув із Берестя. Усі його 13 вагонів були заповнені ув'язненими з берестейської в'язниці — євреями, поляками та білорусами.
Усі вагони подавалися на залізничну вітку, яка проходила від центральної магістралі на 250—300 метрів до ям-могил. Багато людей померло вже під час шляху від нестерпних умов — виснаження, тисняви та нестачі повітря.
На спеціально створених майданчиках привезеним людям наказували вивантажитися та роздягтися догола — усім, жінкам, дітям та чоловікам. Потім їх ретельно оглядали та відбирали знайдені коштовності. Голих людей гнали до ям, змушували спуститися вниз сходами і лягати щільними рядами обличчям у землю. Заповнений ряд розстрілювали з автоматів, а зверху наказували лягати наступним жертвам — і так повторювалося до повного заповнення ями.
Після розстрілів вагони завантажувалися одягом убитих людей та вирушали назад
У червні 1942 року також було розстріляно близько 800 робочих військових складів — їх убили і закопали біля бараків за 400 метрів від станції у напрямку до траси Москва-Варшава.

### Вересень-жовтень 1942 року
Шостий транспорт прибув із Берези у вересні 1942 року у кількості 25 вагонів.
Сьомий ешелон прибув із Берестя на початку жовтня 1942 року — 28 вагонів. Усіх людей із цих двох ешелонів убили там же і тим самим способом, як і людей із перших п'яти ешелонів.
Також у вересні 1942 року німці вбили близько 200 людей із Берези за 200 метрів на південь від дороги Москва-Варшава у напрямку до села Смолярка, і там же їх закопали.

### Осінь 1942— літо 1944 року

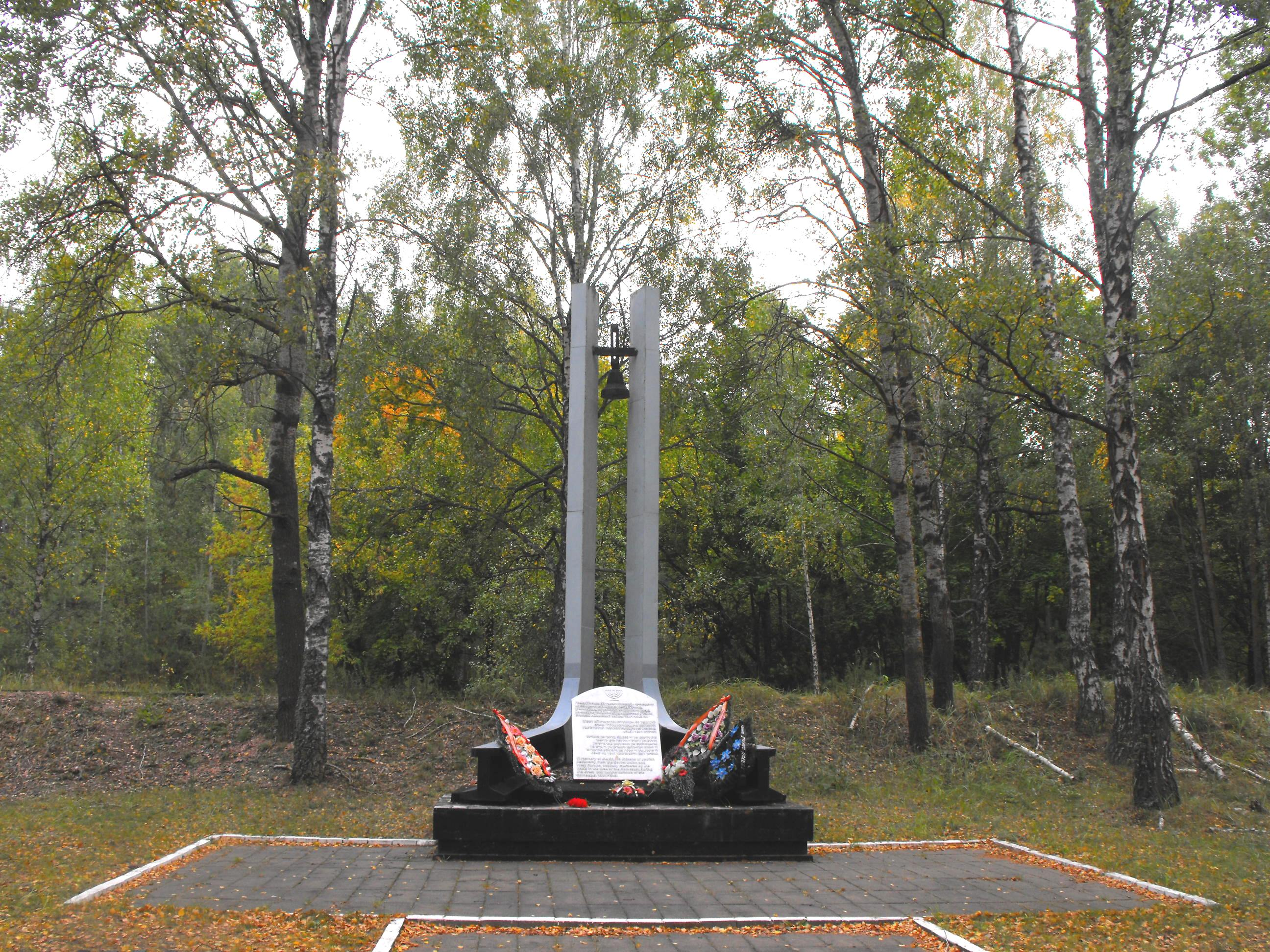
Бронна Гора. Пам'ятник понад 50 000 євреїв, убитих у цьому урочищі за часів катастрофи.

Загалом на станцію Бронна Гора за час окупації прибуло 186 вагонів із приреченими людьми. До листопада 1942 року біля Бронної Гори було вбито понад 50 000 людей, у переважній більшості євреї.
У 1943 році зі станції були відправлені до Німеччини 2 пасажирські автомобілі з награбованими золотими монетами та речами.
Жителів села Бронна Гора як свідків масових злочинів — близько 1000 людей, які іноді допомагали людям, що дивом вибралися з розстрільних ям, нацисти розстріляли.
Щоб приховати сліди масових злочинів, у березні 1944 року німецькі окупаційні війська пригнали сюди близько ста полонених, які протягом двох тижнів викопували і спалювали тіла вбитих. Через невеликий час виконавці цих робіт були також розстріляні та спалені.

## Організатори та виконавці вбивств
Начальником залізничної станції був німець на прізвище Гайль.
Керували «акціями» (таким евфемізмом гітлерівці називали організовані ними масові вбивства) начальник Берестейського обласного бюро поліції майор Роде, якого на початку 1944 року замінив капітан Бінер, начальник 1-ї дільниці поліції Бреста лейтенант Гофман, заступники начальника поліції, начальник 2-ї дільниці поліції Берестя лейтенант Прейзнігер, начальник кримінальної поліції СД обершарфюрер Завадський, заступник начальника СД оберштурмфюрер Цибель, керівник розстрілами співробітник СД Герік, начальник жандармерії в Березі оберлейтенант Гердес, офіцери СД Грібер та Ванцман.

## Увічнення пам'яті
На місці масових розстрілів встановлено дві пам'ятники.
Із червня 2007 року відбулося відкриття меморіальної дошки на місці вбивств євреїв.